# Minkowce (rejon dubieński)
Minkowce (ukr. Миньківці) – wieś na Ukrainie w rejonie dubieńskim obwodu rówieńskiego.
W 2001 roku liczyła 159 mieszkańców.

## Historia
W II Rzeczypospolitej wieś w: gminie Werba, powiecie dubieńskim, województwie wołyńskim.